# Чжанхуа

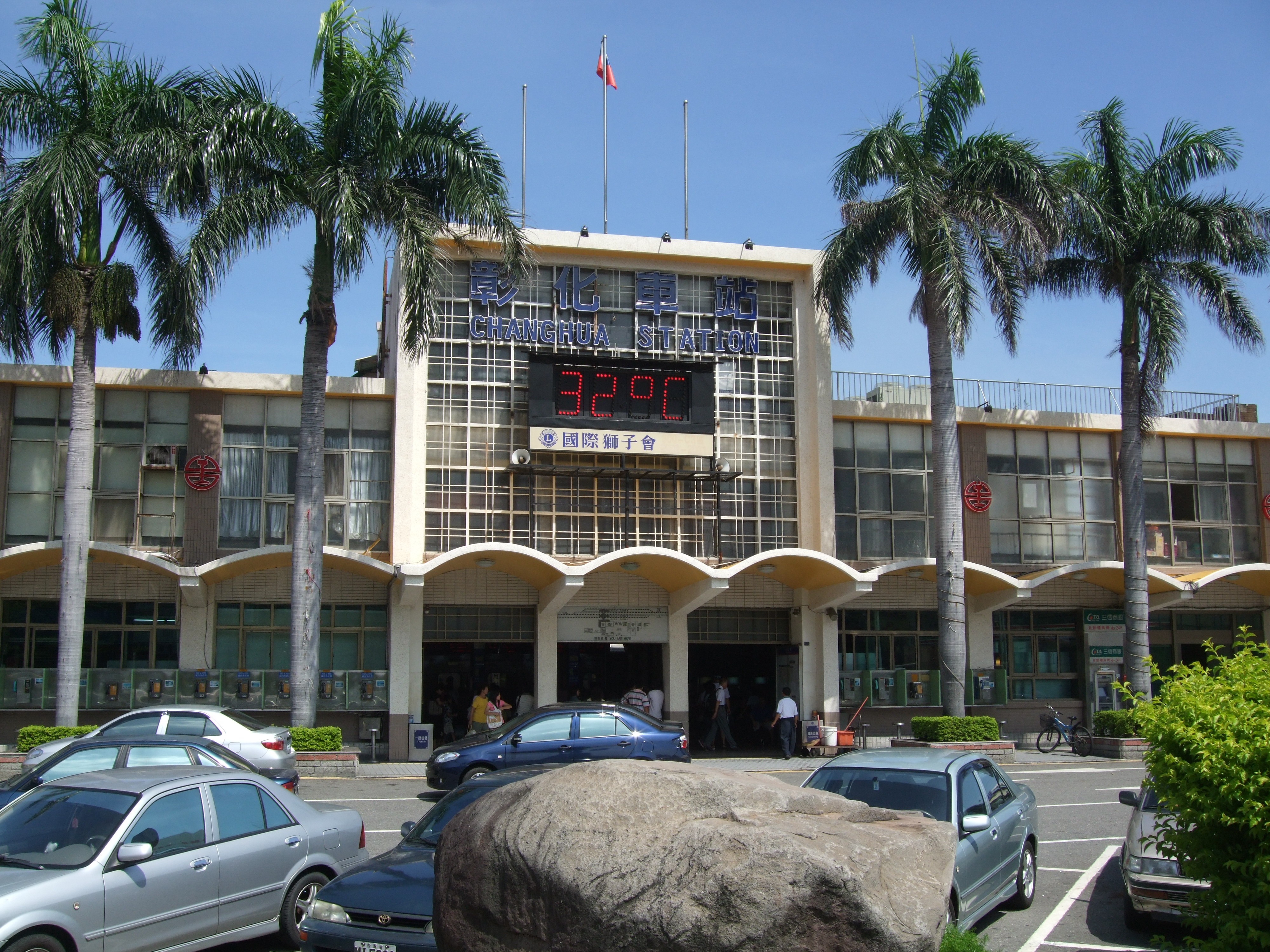
Вокзал в Чжанхуа

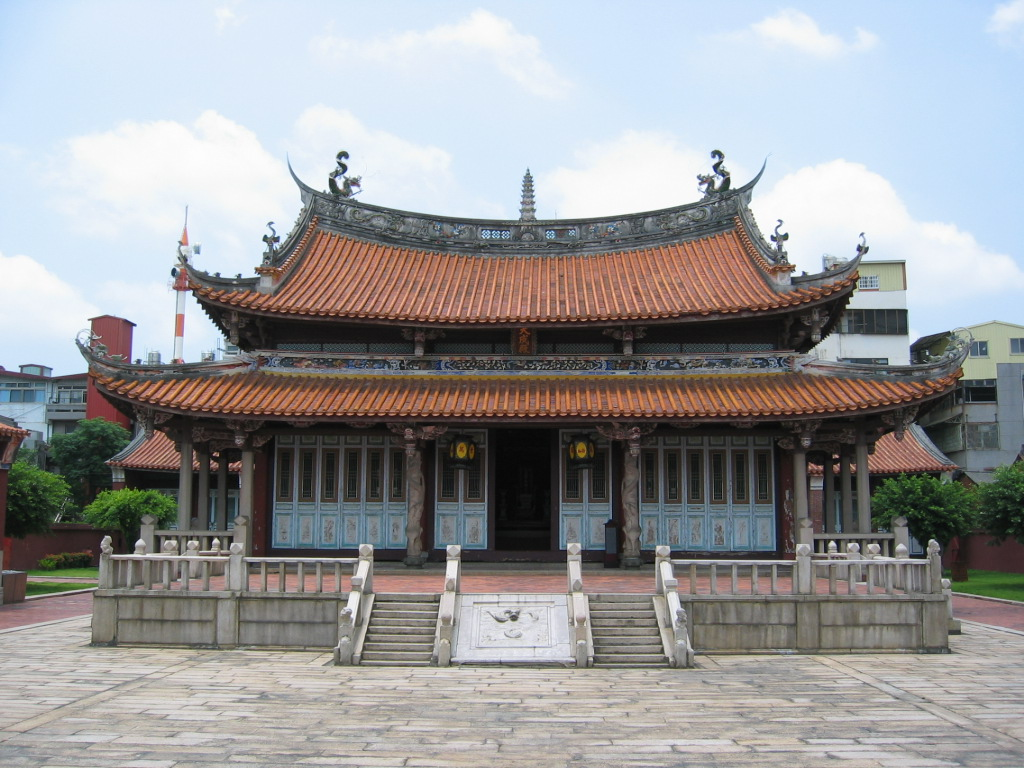
Храм Конфуция в Чжанхуа

Чжанхуа (кит. 彰化市) — город на Тайване, столица одноимённого уезда. Ранее окрестности города были заселены аборигенами племени бабуцза (кит.).
На горе Багуа над городом в парке находится большая статуя Будды высотой 26 метров. Эта статуя в хорошую погоду видна из любого места города. Подъём на гору украшен фигурами персонажей из китайской мифологии.
Город также известен самым старым на Тайване храмом Конфуция. В 2006 храм был повреждён пожаром.
Площадь города — 65,69 км². Население — 230 000 человек.

## История
Город приобрёл значение после строительства железной дороги. Порт Луган, к которому железная дорога не была проведена, пришёл в упадок, и центр уезда переместился в Чжанхуа.

## Экономика
Чжанхуа — один из наиболее развитых районов в округе, продолжается тенденция к индустриализации начатая в 1970-х годах. Это отражается в увеличении количества промышленных предприятий и уменьшении сельскохозяйственных.

## Образование и культура
В городе находятся Национальный педагогический университет Чжанхуа и Технологический университет Цзяньго, есть городская библиотека.